# Clave (ritmo)
Na música cubana, particularmente em suas variantes mais tradicionais, são chamado de chave os padrões rítmicos específicos (que funcionam no instrumento homônimo) e as regras subjacentes que governam esses padrões.